# Басейн Десни
Басейн Десни — водозбір річки Десна, загальною площею 88,9 тис. км², в межах України — 33,8 тис. км². Поширюється на територію Бєлгородської, Калузької, Курської, Орловської областей Росії та Київської, Сумської, Чернігівської областей України.

## Характеристика
Верхня та середня частини басейну розміщуються в зоні мішаних лісів, нижня — в лісостеповій зоні. Середня густота річкової мережі — 0.24 км/км². Площа водозбору основних річок басейну — Сейм, Клевень, Судость, Снов, Остер — від 2 тис. км². Ці річки, а також, Десна, є транскордонними. Малі річки — маловодні, з нечітко вираженими річищами, часто зливаються з болотами, деякі влітку пересихають. Озера басейну утворені міграцією річищ, стариці, переважно розміщені в заплаві Десни, найбільші з них, площею водного дзеркала понад 0,5 км² — в Чернігівській області.
Клімат на території басейну помірно-континентальний, м'який, з достатнім зволоженням. Зима малосніжна, порівняно тепла, літо тепле, помірно вологе. Майже вся територія лежить у вологій, помірно-теплій зоні, лише невелика південна частина — в зоні недостатнього зволоження. Основна частина території має рівнинний, переважно хвилястий, характер поверхні, розчленованої долинами рік; розміщується у Поліській та Придніпровській низовинах, невелика територія на північному сході належить до Середньоросійської височини. Загальний ухил території басейну — з північного сходу на південний захід.
Річки басейну мають змішаний тип живлення, з часткою снігового живлення — 50 %, дощового — 30 % та підземного — 20 %. Характерними для річок басейну є весняна повінь, низька літня межень, інколи дощові паводки, стояння рівня води восени та взимку через паводки та відлиги.

## Антропогенний вплив
Під час проведення меліорації здійснено випрямлення русел малих річок; частина з них зарегульовані повністю або частково, збудовані греблі порушили вільний стік річок. На території басейну нараховується 23 водосховища, що використовуються, переважно, для загального користування; розміщені на притоках Десни. Найбільші з них — Новоандріївське (на річці Локня), Калита-Гало (Остер), Костянтинівське (Синяк), Черемошне (Чибриж), Зноб-Новгородське (Знобівка).